# Коссак, Зенон
Зенон Коссак (укр. Зенон Коссак; псевдонимы — «Тарнавский», «Конашевич»; 1 апреля 1907 — 18 марта 1939) — деятель украинского националистического движения, автор 44-х правил жизни украинского националиста, боевой референт Краевой Экзекутивы ОУН на ЗУЗ (02.1929-12.1929), руководитель организационной референтуры Украинской Военной Организации (с конца 1930), зам. начальника Генштаба Карпатской Сечи (19.01.1939-19.03.1939).

## Биография
Родился в Дрогобыче (теперь Львовская область) в семье Коссака герба Кос. Изучал право в Львовском университете. Был одним из организаторов и лидеров молодежного националистического движения в Галичине. В середине 1920-х гг. создал в Дрогобыче ячейку Организации Высших Классов Украинских Гимназий, впоследствии вошел в руководство Союза Украинской Националистической Молодежи.
В начале февраля 1929 года, став членом Организации Украинских Националистов, был утвержден Евгением Коновальцем боевым референтом краевой экзекутивы ОУН на Западно-украинских землях (ЗУЗ), а с 1930 — заместителем боевого референта Романа Шухевича.
Организовал дрогобычскую боевую группу Украинской Войсковой Организации, которая впоследствии особенно отличилась во время проведения вооруженных акций как против представителей польских органов власти в целом, так и против отдельных их представителей (экспроприационные акции в Бориславе (31.7.1931), Трускавце (8.8.1931), Городке (30.11.1932), покушения на тайного агента полиции Я. Букса (24.8.1931) и начальника восточного отдела министерства внутренних дел Польши Тадеуша Голувко (29.8.1931).
В конце 1930 возглавил организационную референтуру Украинской Военной Организации. Работал в «Бюллетене КЕ ОУН на ЗУЗ». Автор 44-х правил жизни украинского националиста.
Неоднократно арестовывался польской полицией. В июне 1933 и январе 1934 на судебных процессах во Львове приговорен к 8-летнему заключению за принадлежность к ОУН и соучастие в нападении на почту в Городке. Приговор отбывал в тюрьме для украинских политических заключенных в Вронках (Познанское воеводство, Польша), куда также был заключён референт пропаганды ОУН Пётр Дужий. За 1000 злотых взятки, который дали его друзья польским чиновникам, сумел избежать смертной казни и был выпущен на свободу.
Осенью 1938 года нелегально перешёл польско-чехословацкую границу и отправился в Закарпатье, где стал одним из активных организаторов местного вооружённого ополчения «Карпатская Сечь», в 1939 назначен помощником начальника штаба Михаила Колодзинского. Начальник отдела прессы и пропаганды, адъютант коменданта Карпатской Сечи.

## Гибель
В марте 1939 года оборонял Карпатскую Украину от вторгшихся венгров. Погиб 18 марта 1939, в районе поселка Буштыно. По другим данным, был взят в плен и расстрелян в поселке Солотвино 19 марта вместе с руководителем Карпатской Сечи — Михаилом Колодзинским.